# Abfallrecht (Deutschland)
Das Abfallrecht ist die Gesamtheit aller Rechtsnormen, die die Behandlung, den Transport und die Entsorgung von sowie den sonstigen Umgang mit Abfällen regeln. Das Abfallrecht ist ein Teilgebiet des Umweltrechts.
Das heutige Abfallrecht hat sich historisch aus kommunalen Regelungen zur Bekämpfung der massiven Verschmutzungs- und Müllprobleme in den menschlichen Siedlungen entwickelt. Örtliche Sauberkeitsverordnungen lassen sich bis in das 13. und 14. Jahrhundert zurückverfolgen (z. B. für Nürnberg, München, Köln). Städtische Gesetze zum Aufbau einer öffentlichen Abfallbeseitigung kommen in der Frühen Neuzeit auf, etwa das „Gassen-Reinigungs-Reglement“ der Stadt Celle aus dem Jahr 1735 und die Neue Hamburgische Gassenordnung von 1710. Das Preußen des 19. Jahrhunderts verfolgte einen strengen polizeirechtlichen Ansatz der Abfallreglementierung. Im Nationalsozialismus wurde die Wiederverwendung von Abfällen mit der ideologischen Autarkiepolitik verbunden und sollte kriegswirtschaftlichen Interessen dienen. Nachdem der Wiederaufbau der Städte zu Beginn der Bundesrepublik Deutschland erreicht war, entstand mit dem wirtschaftlichen Aufleben eine westdeutsche Konsumgesellschaft, deren Abfallproblem völlig neue Dimensionen annahm, insbesondere was Verpackungsabfälle anging. Landesabfallgesetze aus den Jahren 1971 und 1972 in Baden-Württemberg, Hamburg, Hessen und Rheinland-Pfalz waren dann die Vorbilder für die erste bundesweite Regelung zur Beseitigung von Abfällen: das Abfallbeseitigungsgesetz von 1972. Über mehrere Entwicklungsschritte formte sich dieses Bundesgesetz zum heute geltenden Kreislaufwirtschaftsgesetz weiter.
Das Abfallrecht ist in Deutschland auf Bundesebene vor allem durch das Kreislaufwirtschaftsgesetz (KrWG) geregelt. Das Gesetz wird durch eine Vielzahl von Gesetzen und Rechtsverordnungen ergänzt und ausgefüllt. So konkretisiert beispielsweise das Verpackungsgesetz für die Hersteller von Transport-, Um- und Verkaufsverpackungen die im Kreislaufwirtschaftsgesetz angelegte Produktverantwortung für Hersteller und Vertreiber von Produkten. Die Nachweisverordnung regelt die Einzelheiten der Nachweisführung über den Verbleib von Abfällen, die überwachungsbedürftig sind. Neben das Bundesabfallrecht tritt das Abfallrecht der Bundesländer, das die bundesrechtlichen Bestimmungen ergänzt. Darüber hinaus ist das Abfallrecht stark von europäischem Recht beeinflusst, das entweder mittelbar das Erscheinungsbild des deutschen Rechts bestimmt (etwa durch die Abfallrahmenrichtlinie) oder unmittelbar verbindliches Recht setzt (so etwa durch die Abfallverbringungsverordnung).
Vom Anwendungsbereich des Kreislaufwirtschaftgesetzes – und damit vom Geltungsbereich des deutschen Abfallrechts insgesamt – sind bestimmte Stoffe ausgenommen, deren Behandlung und Verbleib stattdessen durch Spezialvorschriften geregelt ist. Das gilt etwa für Tierkörper, Tierkörperteile und tierische Erzeugnisse (hier gilt das Tierkörperbeseitigungsgesetz), Kernbrennstoffe und radioaktive Stoffe (sie unterliegen dem Atomrecht) oder Abwasser (Abwasser unterliegt dem Bundes- bzw. Landeswasserrecht).

## Übersicht Abfallrecht der Bundesrepublik Deutschland
| Abkürzung             | Inhalt |
| --------------------- | --- |
| KrWG                  | Kreislaufwirtschaftsgesetz; Gesetz zur Förderung der Kreislaufwirtschaft und Sicherung der umweltverträglichen Bewirtschaftung von Abfällen. |
| AVV                   | Abfallverzeichnis-Verordnung: Verordnung über das europäische Abfallverzeichnis; Bezeichnung von Abfällen und Einstufung von Abfällen nach ihrer Gefährlichkeit |
| ErsatzbaustoffV       | Ersatzbaustoffverordnung: Verordnung über Anforderungen an den Einbau von mineralischen Ersatzbaustoffen in technische Bauwerke |
| NachwV                | Nachweisverordnung: Verordnung über die Nachweisführung bei der Entsorgung von Abfällen (Nachweisverordnung); Führung von Nachweisen und Registerführung; elektronisches Abfallnachweisverfahren (eANV) |
| EMASPrivilegV         | EMAS-Privilegierungs-Verordnung: Verordnung über immissionsschutz- und abfallrechtliche Überwachungserleichterungen für nach Verordnung (EG) Nr. 1221/2009 registrierte Standorte und Organisationen; Erleichterung hinsichtlich der Anordnung zur Bestellung von Betriebsbeauftragten, jährliche Berichte und Anzeigepflichten                                                                                            |
| AbfBeauftrV AbfBetrBV | Abfallbeauftragtenverordnung; Pflicht von Anlagenbetreibern zur Bestellung eines Betriebsbeauftragten für Abfall (BGBl. 2016 I S. 2770, 2789) |
| EfbV                  | Entsorgungsfachbetriebeverordnung: Verordnung über Entsorgungsfachbetriebe; Definition, Anforderungen an Entsorgungsfachbetriebe, Überwachung und Zertifizierung von Entsorgungsfachbetrieben (BGBl. 2016 I S. 2770) |
| EgRL                  | Entsorgergemeinschaftenrichtlinie: Richtlinie für die Tätigkeit und Anerkennung von Entsorgergemeinschaften; Definition, Anforderungen an Entsorgergemeinschaften, Überwachung und Zertifizierung von Entsorgergemeinschaften, außer Kraft ab 1. Juni 2017 (BGBl. 2016 I S. 2770, 2795) |
| TgV                   | Transportgenehmigungsverordnung: Verordnung zur Transportgenehmigung (Transportgenehmigungsverordnung); Genehmigung für gewerblichen Transport gefährlicher Abfälle |
| DepV                  | Deponieverordnung: Verordnung über Deponien und Langzeitlager; Errichtung, Betrieb, Stilllegung und Nachsorge von Deponien und Langzeitlagern, Behandlung von Abfällen zur Ablagerung auf Deponien, Herstellung von Deponieersatzbaustoffen, Ablagerung von Abfällen auf Deponien |
| GewinnungsAbfV        | Gewinnungsabfallverordnung: Verordnung zur Umsetzung der Richtlinie 2006/21/EG des europäischen Parlaments und des Rates vom 15. März 2006 über die Bewirtschaftung von Abfällen aus der mineralgewinnenden Industrie und zur Änderung der Richtlinie 2004/35/EG; Errichtung, Betrieb, Stilllegung und Nachsorge für Beseitigungsanlagen für Gewinnungsabfälle, Lagerung, Ablagerung und Verwertung von Gewinnungsabfällen |
| VersatzV              | Versatzverordnung: Verordnung über den Versatz von Abfällen unter Tage; Verwertung von Abfällen als Versatzmaterial unter Tage |
| VerpackG              | Verpackungsgesetz: Gesetz über das Inverkehrbringen, die Rücknahme und die hochwertige Verwertung von Verpackungen |
| VO (EG) 850/2004      | Verordnung (EG) Nr. 850/2004 des Europäischen Parlaments und des Rates vom 29. April 2004 über persistente organische Schadstoffe und zur Änderung der Richtlinie 79/117/EWG; Vermeidung, Beseitigung und Verwertung und Abfällen mit persistenten organischen Schadstoffen |
| HKWAbfV               | Verordnung über die Entsorgung gebrauchter halogenierter Lösemittel; Definition, Vermischungsverbot, Rücknahmeverpflichtung und Kennzeichnung |
| ChemOzonSchichtV      | Chemikalien-Ozonschichtverordnung: Verordnung über Stoffe, die die Ozonschicht schädigen; Weitergehende Regelungen ergänzend zu VO (EG) Nr. 2037/2000 |
| ChemKlimaSchutzV      | Chemikalien-Klimaschutzverordnung: Verordnung zum Schutz des Klimas vor Veränderungen durch den Eintrag bestimmter fluorierter Treibhausgase; Weitergehende Regelungen ergänzend zu VO (EU) Nr. 842/2006 |
| AltölV                | Altölverordnung; Regelungen für die stoffliche und energetische Verwertung sowie die Beseitigung von Altöl |
| AltfahrzeugV          | Altfahrzeugverordnung: Verordnung über die Überlassung, Rücknahme und umweltverträgliche Entsorgung von Altfahrzeugen |
| PCBAbfallV            | PCB/PCT-Abfallverordnung: Verordnung über die Entsorgung polychlorierter Biphenyle, polychlorierter Terphenyle sowie halogenierter Monomethyldopheylmethane |
| GewAbfV               | Gewerbeabfallverordnung: Verordnung über die Entsorgung von gewerblichen Siedlungsabfällen und von bestimmten Bau- und Abbruchabfällen |
| AltholzV              | Altholzverordnung: Verordnung über Anforderungen an die Verwertung und Beseitigung von Altholz; Zuordnung zu Altholzkategorien |
| ElektroG              | Elektro- und Elektronikgerätegesetz: Gesetz über das Inverkehrbringen, die Rücknahme und die umweltverträgliche Entsorgung von Elektro- und Elektronikgeräten; sammlung, Rücknahme, Behandlungs- und Verwertungspflichten |
| BattG                 | Batteriegesetz: Gesetz über das Inverkehrbringen, die Rücknahme und die umweltverträgliche Entsorgung von Batterien und Akkumulatoren |
| AbfKlärV              | Klärschlammverordnung; Regelungen zum Aufbringen von Klärschlamm auf landwirtschaftlich oder gärtnerisch genutzte Böden |
| BioAbfV               | Bioabfallverordnung: Verordnung über die Verwertung von Bioabfällen auf landwirtschaftlich, forstwirtschaftlich und gärtnerisch genutzten Böden; Anforderungen an die Behandlung und Regelungen für die Aufbringung |
| VO (EG) 1013/2006     | Verordnung (EG) Nr. 1013/2006 des europäischen Parlaments und des Rates vom 14. Juni 2006 über die Verbringung von Abfällen; Regelungen über die grenzüberschreitende Verbringung von Abfällen, Notifizierung |
| AbfVerbrG             | Abfallverbringungsgesetz: Gesetz zur Ausführung der Verordnung (EG) Nr. 1013/2006 des Europäischen Parlaments und des Rates vom 14. Juni 2006 über die Verbringung von Abfällen und des Basler Übereinkommens vom 22. März 1989 über die Kontrolle der grenzüberschreitenden Verbringung gefährlicher Abfälle und ihrer Entsorgung; Autarkiegrundsatz und Pflichten der Beteiligten                                        |
| AbfVerbrGebV          | Abfallverbringungsgebührenverordnung: Verordnung zur Erhebung von Gebühren bei notifizierungsbedürftigen Verbringungen von Abfällen durch die Bundesrepublik Deutschland |
| AbfVerbrBußV          | Abfallverbringungsbußgeldverordnung: Verordnung zur Durchsetzung von Vorschriften in Rechtsakten der Europäischen Gemeinschaft über die Verbringung von Abfällen |
| BrennVO               | Verordnung über die Beseitigung von pflanzlichen Abfällen durch Verbrennen außerhalb von Abfallbeseitigungsanlagen |

Neben dem bundesdeutschen Abfallrecht gelten noch weitere europäische Vorschriften, landesrechtliche Vorschriften der Bundesländer und das Satzungsrecht der Kommunen sowie das Umweltstrafrecht im deutschen Strafgesetzbuch.
Siehe auch: Abfall, Recht, Rechtswissenschaft, Stichwortverzeichnis Recht, Bundesdeutsches Recht

## Weiterführende Literatur
- Hannes Berger: Historische Grundlagen des heutigen Abfallrechts im Landes- und Kommunalrecht vom Mittelalter bis zur Wiedervereinigung. In: Zeitschrift für Landesverfassungsrecht und Landesverwaltungsrecht (ZLVR), Heft 1 (2024), S. 1–7 (online).
- Jürgen Fluck: Kreislaufwirtschafts-, Abfall- und Bodenschutzrecht, KrW-/AbfG, AbfVerbrG, EG-AbfVerbrVO, BBodSchG, Kommentar, Vorschriftensammlung, Stand: 67. Akt. 2006, C.F.Müller Verlag, Heidelberg, ISBN 3-8114-7900-8
- Joachim Hagmann: Aktuelle Entwicklungen des Abfallrechts. In: Der Umweltbeauftragte. Jahrgang 2004, Heft 11, S. 22 ff.
- V. Lersner / Wendenburg / Versteyl (Hrsg.), Recht der Abfallbeseitigung – Das Abfallwirtschaftsrecht des Bundes, der Länder und der Europäischen Union, Kommentar, Erich Schmidt Verlag, Berlin, 2007, ISBN 978-3-503-00828-5